# PVSK-Panthers
A secção de basquetebol do Pécsi Vasutas Sportkör (em português:  Esporte Clube Ferroviário de Pécs)  é um clube profissional de basquetebol situado na cidade de Pécs, Baranya, Hungria que disputa atualmente a Liga Húngara. Foi fundado em 1944 e manda seus jogos na Pavilhão Desportivo Lauber Dezső com 3.036 espectadores.

## Temporada por Temporada
| Temporada | Nível | Liga   | Pos. | Pós Temporada      | Competições internacionais |
| --------- | ----- | ------ | ---- | ------------------ | -------------------------- |
| 2010–11   | 1     | NB I/A | 8    | Quartas de finais  |                            |
| 2011–12   | 1     | NB I/A | 7    | Quartas de finais  |                            |
| 2012–13   | 1     | NB I/A | 8    | Quartas de finais  |                            |
| 2013–14   | 1     | NB I/A | 7    | Quartas de finais  |                            |
| 2014-15   | 1     | NB I/A | 7    | Quartas de finais  |                            |
| 2015-16   | 1     | NB I/A | 7    | Quartas de finais  |                            |
| 2016-17   | 1     | NB I/A | 8    | Quartas de finais  |                            |
| 2017-18   | 1     | NB I/A | 6    | Quartas de finais  |                            |
| 2018-19   | 1     | NB I/A | 4    | Terceiro colocado  |                            |
| 2019-20   | 1     | NB I/A |      |                    | 4 Copa Europeia TR 1-5     |
| 2020-21   | 1     | NB I/A | 11º  |                    |                            |
| 2021-22   | 1     | NB I/A | 14º  | Rebaixado          |                            |
| 2022-23   | 2     | NB I/A | 2º   | Finalista          |                            |
| 2023-24   | 2     | NB I/A | 2º   | PromovidoFinalista |                            |
| 2024-25   | 1     | NB I/A | 14º  | Rebaixado          |                            |

## Honras

### Competições Domésticas
Liga Húngara
- Finalista (1): 2008–09
- Terceiro Lugar (2): 2006-07, 2018-19

Copa da Hungria
- Campeão (1):2009
- Terceiro lugar (2):1983, 2007